# Georg Engelhard von Löhneysen

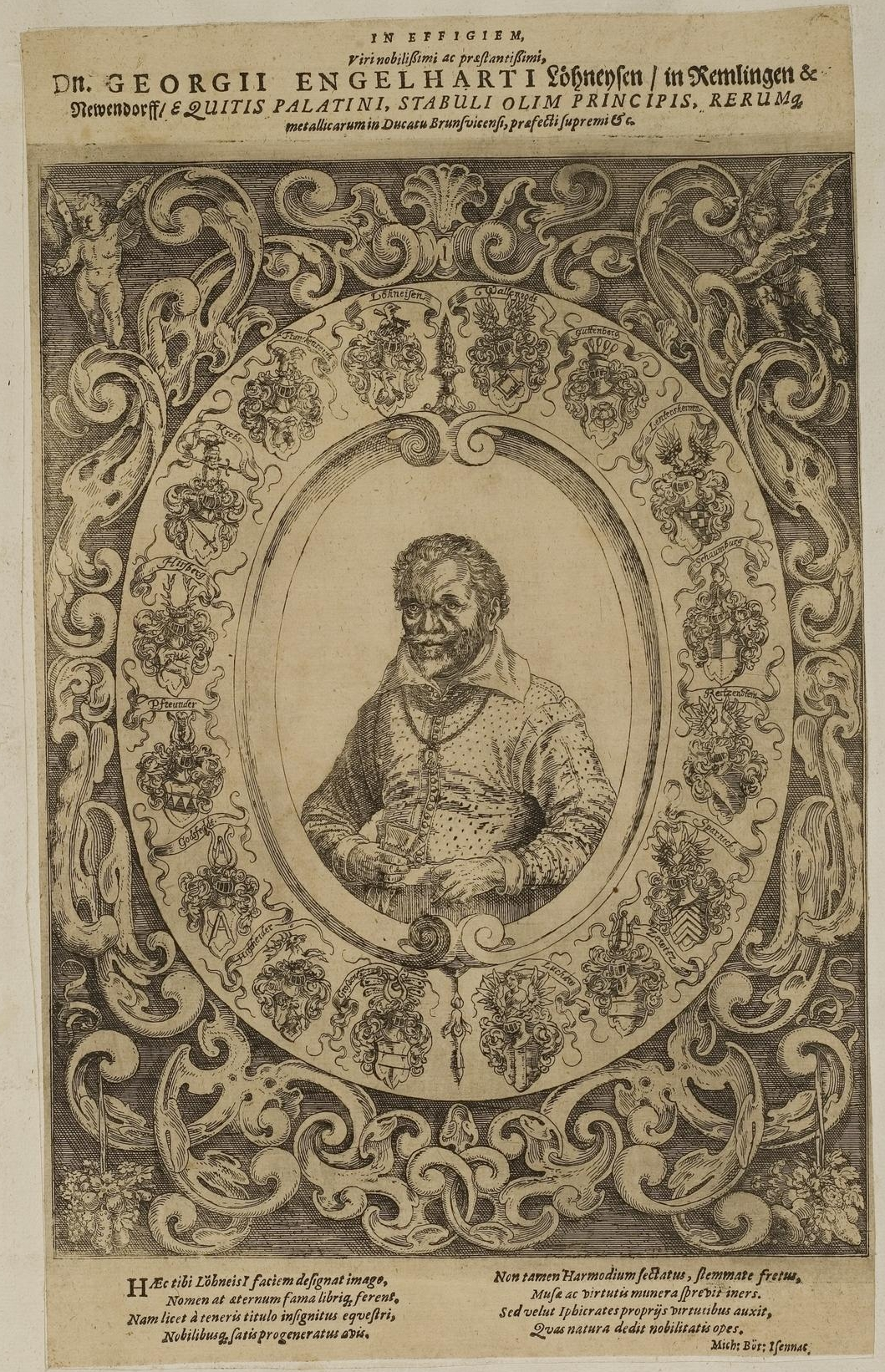
Georg Engelhard von Löhneysen

Georg Engelhard(t) von Löhneysen, auch Löhneiß, Löhneyß, Löhneyßen (* 7. März 1552 in Witzlasreuth; † 1. Dezember 1622 in Remlingen) war ein braunschweigischer Berghauptmann, Stallmeister, Verleger und Schriftsteller.

## Leben

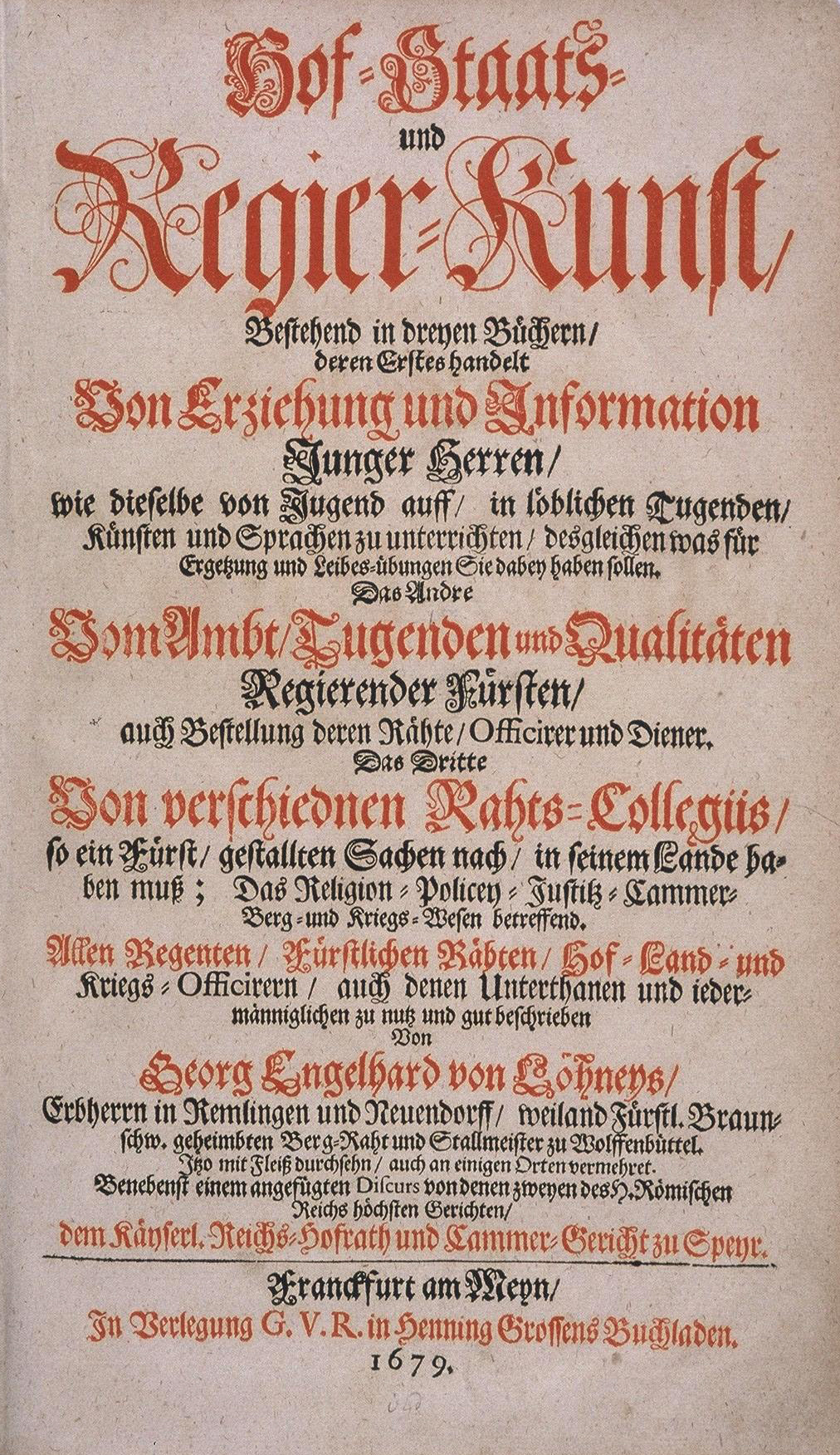
Titelkupfer eines Nachdrucks von Löhneysens Hof-, Staats- und Regier-Kunst aus dem Jahr 1679

Löhneysen erhielt seine Erziehung in Würzburg und Coburg. Mit 16 Jahren kämpfte er im Zweiten Hugenottenkrieg und begab sich in die Dienste des Markgrafen Georg Friedrich von Brandenburg-Ansbach.
1575 holte ihn Kurfürst August als Lehrer der Reit- und Fechtkunst an seinen Dresdner Hof. 1583 folgte Löhneysen dem Ruf Herzog Julius von Braunschweig-Wolfenbüttel, der ihn als Stallmeister nach Gröningen berief. In dieser Zeit erwarb Löhneysen das Gut Remlingen, in dem er 1596 eine Druckerei mit eigener Schriftsetzerei einrichten ließ, der eine weitere in Zellerfeld folgte. 1599 wurde Remlingen zum Rittergut erhoben.
Auf seinen gemeinsamen Reisen mit Kurfürst August hatte Löhneysen gute Kenntnisse über den Bergbau im sächsischen Erzgebirge erworben. Herzog Heinrich Julius übertrug ihm deshalb die Leitung des Oberharzer Berg- und Hüttenwesens und ernannte ihn 1589 zum Berghauptmann. Nachdem er sein Amt von Wolfenbüttel und Remlingen aus wahrgenommen hatte, beorderte ihn Herzog Friedrich Ulrich 1613 zu diesem Zweck ins 1606 errichtete Zellerfelder Amtshaus. 1619 überwarf sich Löhneysen mit dem Herzog, der ihn demittierte.
Bis zu seinem Tode lebte Löhneysen auf Remlingen und widmete sich der Herausgabe der Aulico Politica, deren Erscheinen er nicht mehr erlebte. Das Buch wurde 1624 von seinen Söhnen Heinrich Julius und Wolf Ernst vollendet.
In den Wirren des Dreißigjährigen Krieges wurden 1625 nicht nur die Druckereien in Zellerfeld und Remlingen zerstört. Bis 1627 folgten weitere Brandschatzungen der Orte durch verschiedene Heere. Dabei gingen die noch vorrätigen Buchexemplare verloren.
Über seine Tochter Ursula  ist von Löhneysen ein Vorfahre des Reichskanzlers Fürst Otto von Bismarck.

## Werke (Auswahl)
Kennzeichnend für Löhneysens Werke ist ihre Seltenheit, luxuriöse Ausstattung und eine Vielzahl kunstvoller Kupferstiche und Holzschnitte. Sein bekanntestes Werk, der Bericht vom Bergwerk, wurde zu Beginn des 20. Jahrhunderts als Plagiat nachgewiesen. Große Teile des Textes hat Löhneysen dabei wörtlich aus Lazarus Erckers Beschreibung der allerfürnemsten Mineralischen Erzt- und Bergwerksarten und verschiedenen Schriften von Georgius Agricola übernommen.
- Die neu eröffnete Hof-, Kriegs- und Reitschul, 1588
- Gründlicher Bericht des Zäumens und ordentliche Austheilung der Mundstück und Stangen, 1588
- Cavalleria, Gründlicher Bericht von allem was zu der Reiterei gehörig und einem Cavallier davon zu wissen gebürt, 1609
- Bericht vom Bergwerk, 1617
- Aulico Politica, postum 1624
- Bericht vom Bergwerck. [S.l.] 1650, Online-Ausgabe der Sächsischen Landesbibliothek – Staats- und Universitätsbibliothek Dresden
- Georg Engelhard von Löhneyß … Gründlicher und außführlicher Bericht Von Bergwercken. Stockholm/Hamburg 1690, Online-Ausgabe der Sächsischen Landesbibliothek – Staats- und Universitätsbibliothek Dresden